# دانشگاه ادلار یوردو
دانشگاه اُدلار یوردو (آذربایجانی: Odlar Yurdu Universiteti) یک دانشگاه خصوصی که در سال ۱۹۹۵ میلادی در شهر باکو تأسیس شده‌است. اُدلار یوردو در زبان فارسی به معنای سرزمین آتش می‌باشد.